# Кац, Марк
Марк Кац (пол. Marek Kac, англ. Mark Kac; 3 августа 1914, Кременец, Российская империя — 26 октября 1984, Калифорния, США) — польский и американский математик еврейского происхождения, пионер современной теории вероятностей.
Член Национальной академии наук США (1965).

## Биография
Сын Бенедикта Каца, преподавателя с учёной степенью по философии, полученной в Лейпцигском университете и ученой степенью по истории и филологии, полученной в Московском университете.
Мать Хана, дочь купца второй гильдии Мойше Ройхеля.
В 1915 году семья Ханы и Бенедикта Каца выехала из Кременца с годовалым Марком.
В 1921 году, когда Кременец отошел к Польше, семья Кац вернулась в Кременец.
Мальчик поступил в Кременецкую гимназию.
В 5-м классе Марк заявил, что способ, каким математик Джироламо Кардано вывел формулу решения кубических уравнений, его не устраивает.
Во время летних каникул нашел новый способ доказательства.
Учитель математики послал работу Марка в польское периодическое издание «Молодой математик».
В 1930 году Марк поступил в Львовский университет, впоследствии стал одним из создателей львовской математической школы. Защитил диссертацию в 1937 году. В 1938 году университет Джонса Хопкинса выделил годовую стипендию, которая позволила ему приехать в США. Он прибыл в Нью-Йорк в ноябре 1938 года.
С 1939 по 1961 год в Корнеллском университете, сначала в качестве инструктора, а затем с 1943 в должности доцента и с 1947 года в качестве полного профессора. Стал гражданином США в 1943 году.
С 1961 года работал в университете Рокфеллера в Нью-Йорке. Через двадцать лет он перешел в университет Южной Калифорнии, где провел остаток своей карьеры. 
В 1967 году совместно с еще одним учеником Штейнгауза, Станиславом Уламом, написал статью для Британской энциклопедии «Математика и логика: ретроспектива и перспектива», которая позже была издана отдельной книгой.
Родители Марка и его младший брат Герш разделили участь евреев кременецкого гетто.

## Труды
- Кац М. Вероятность и смежные вопросы в физике = Probability and related topics in the physical sciences. — М.: Мир, 1965. — 408 с.
- Кац М., Улам С. Математика и логика. Ретроспектива и перспектива = Mathematics and Logic: Retrospect and Prospects. — М.: Мир, 1971. — 254 с.
- Кац М. Несколько вероятностных задач физики и математики = Kilka zagadnień stochastycznych fizyki matematyki i. — М.: Наука, 1967. — 176 с.
- Кац М. Статистическая независимость в теории вероятностей, анализе и теории чисел = Statistical Independence in Probability, Analysis and Number Theory. —  М.: ИЛ, 1963. — 156 с.
- Кац М. Математические механизмы фазовых переходов // Устойчивость и фазовые переходы. — М.: Мир, 1973. — 376 с.
- Kac M. Enigmas of Chance: An Autobiography. — Harper and Row, 1985.